# Пуччи, Антонио Мария
Святой Анто́нио (Анто́ний) Мари́я Пу́ччи (итал. Antonio Maria Pucci; 16 апреля 1819, Вернио, Тоскана — 12 января 1892, Виареджо, Тоскана), в миру Эуста́хио Пуччи (итал. Eustachio Pucci)) — итальянский католический священник-сервит.

## Биография
Появился на свет 16 апреля 1819 году в семье бедного ризничего и был вторым из семи детей. Ещё в детстве почувствовал призвание к церковной жизни и в 1837 году вступил в орден сервитов в Сантиссима-Аннунциате, несмотря на неодобрение отца. Принял монашеское имя Антонио Мария. Рукоположен в сан священника в 1843 году и назначен служить в приходской церкви Сант-Андреа во Виареджо. В 1846 году стал пастором и продолжал служить на этом посту в течение следующих четырёх десятилетий до самой своей смерти. Стал известен как il Curatino (досл. маленький приходской священник), заботился о бедных, больных и стариках. В 1853 году основал школу и первое приморское общежитие для больных и бедных детей в Виареджо. Также помог основать общество Святого Детства в 1853 году.
Пуччи скончался 12 января 1892 года от пневмонии. Он отслужил мессу 6 января и в ту же ночь — во время грозы — пошёл оказать помощь больному, после чего заболел воспалением лёгких. 18 апреля 1920 года его останки были перенесены в церковь Сант-Андреа.

## Прославление
Беатифицирован 12 июня 1952 года папой Пием XII, канонизирован 9 декабря 1962 года папой Иоанном XXIII в конце первой сессии Второго Ватиканского собора.
День памяти — 12 января.